# Fossilworks
Fossilworks（フォッシルワークス）は、世界中の何百人もの古生物学者によって構築された大規模なリレーショナルデータベースであるPaleobiology Databaseへのアクセスを容易にするためのウェブサイト、ダウンロード、ポータルサイト。

## 歴史
Fossilworksは1998年にジョン・オルロイによって創設され、マッコーリー大学に収容されている。以前はPaleobiology Databaseに含まれていた多くの分析・データ可視化ツールが含まれている。